# Épagne-Épagnette
Épagne-Épagnette è un comune francese di 597 abitanti situato nel dipartimento della Somme nella regione dell'Alta Francia.

## Società

### Evoluzione demografica
Abitanti censiti